# Rebricea
Rebricea is een Roemeense gemeente in het district Vaslui.
Rebricea telt 3790 inwoners.
Het was een van de dorpen die in kader van de actie 'Adoptiedorpen Roemenië' werd geadopteerd en wel door de Vlaamse gemeente Asse (Vlaams-Brabant).